# Айзман, Гарри Эдуардович
Гарри Эдуардович Айзман (идиш האַרי אײַזמאַן‎, англ. Harry Eisman; 26 ноября 1913, Кишинёв — 6 мая 1979, Москва) — американский пионер, воспитывавшийся в СССР, детский писатель, публицист, участник Великой Отечественной войны.

## Биография
Родился 26 ноября 1913 года (по другим данным, 2 декабря 1915 года) в Кишинёве в бедной еврейской семье. В семилетнем возрасте остался сиротой и в 1922 году прибыл с тремя сёстрами в Америку, где уже жили его два старших брата, один из которых — маляр по профессии — стал на некоторое время их опекуном. Позже Гарри жил уже с сёстрами в Бруклине, затем в Бронксе.
Учился в 61-й средней школе в Бронксе, жил на попечении старшего брата Александра. В 1924 году вместе с сестрой начал принимать участие в детском коммунистическом движении. Создал в США пионерскую организацию по образцу СССР. За участие в демонстрации против бой-скаутов в Нью-Йорке 6 марта 1929 года и стычку с полицейским был в августе 1929 года направлен в Еврейскую школу-интернат для трудных мальчиков в Хаусорне, штат Нью-Йорк (англ. The Hawthorne Jewish Reform School for Boys) — первое еврейское заведение такого рода в стране, открывшееся в 1907 году. Демонстрации в защиту Айзмана прошли в разных городах страны, в том числе с требованием его освобождения из исправительного интерната уже после того, как он был туда направлен судом (после пятого ареста за один год) сроком на 5 лет. Дело приобрело широкий резонанс в СССР («Балладу о Гарри Айзмане» написал, например, татарский поэт Фатых Карим, были организованы демонстрации под лозунгами «Свободу Гарри Айзману!» и «Руки прочь от Гарри Айзмана!»), где он был заочно избран «почётным пионером», и подросток был приглашён в страну. В январе 1930 года после шести месяцев ему было разрешено покинуть интернат досрочно и он выступил с лекциями в различных городах восточного побережья США, а 17 ноября 1930 года покинул страну и через Германию прибыл в Советский Союз.
В СССР был принят благожелательно, был участником целого ряда мероприятий для комсомольцев и пионеров. В 1933 году издательством «Молодая гвардия» была выпущена его книга «Хаусорн» для детей среднего возраста с подзаголовком «Г. Айзман, создатель американской пионерии, рассказал о своей жизни и борьбе против капиталистической системы» (Хаусорн — название исправительного интерната, куда Айзман был направлен в 1929 году). На идише книга была издана в Киеве в 1934 году. Стиль книги получил отрицательную оценку советской критики. В 1933 году на русском языке и на идише (в переводе М. Я. Гершензона) была издана брошюра Василия Куличенко «Гарри Айзман». На английском языке в Нью-Йорке вышла книга Айзмана «An American boy in the Soviet Union» (1934). Ездил с выступлениями по средним школам страны, работал вожатым в пионерском лагере «Артек». Стал журналистом, работал в аппарате Коминтерна и в антифашистском комитете. Опубликовал несколько памфлетов и брошюр на идише и русском языке, а также статьи на английском языке. Работал на Автомобильном заводе имени И. В. Сталина.
Участвовал в Великой Отечественной войне, воевать начал осенью 1941 года на Дону, был военкором. В июне 1943 года вступил в ВКП(б).
Мэри Ледер в своей книге «My Life in Stalinist Russia: An American Woman Looks Back» утверждает, что в 1950-е годы Айзман был сослан в Сибирь вследствие контактов с опальной писательницей Анной Луизой Стронг. Факт ареста и осуждения по обвинению в шпионаже подтверждается также Биллом Сассманом — другом юности и соратником Айзмана по пионерской организации и другими авторами. После заключения находился в ссылке в Самойловке Абанского района Красноярского края, где работал в МТС. После смерти Сталина в 1953 году был освобождён.
После войны работал в обществе советско-американской дружбы, ездил по пионерским лагерям, рассказывая о своём прошлом. В 1966 и 1972 годах в СССР была издана вторая книга Гарри Айзмана «Красные галстуки в стране доллара» (М.: «Молодая гвардия»). В 1974 году Айзман побывал в Нью-Йорке, где встретился с родственниками, посетил свою старую школу и другие места своего детства. В 1960-е—1970-е годы вновь выступал в школах и пионерских организациях.
Умер 6 мая 1979 года в Москве. Похоронен в Москве на Донском кладбище.

## Публикации Г. Э. Айзмана
- קאָמיוגיסט, געדענק די פֿרילינג־פֿאַרזײ־קאַמפּאַניע און די קאָלעקטיװיזאַציע (Комюгист, геденк ди фрилинг-партей-кампание ун ди колективизацие — комсомолец, помни весеннюю посевную кампанию и коллективизацию). М.: Центральное правление ОЗЕТ — Всесоюзное общество по земельному устройству трудящихся евреев в СССР, 1930. — 31 с.
- געזערד און אינטערנאַציִאָנאַלע קינדער־דערציִיונג  (Х. Айзман, Н. Левин. ГЕЗЭРД ун интернационалэ киндер-дерциюнг — ОЗЕТ и интернациональное воспитание детей, с Нохумом Левиным). М.: Центральное правление ОЗЕТ — Всесоюзное общество по земельному устройству трудящихся евреев в СССР, 1930. — 28 с.
- Айзман Г. Э., Левин, Н. Я.. Интернациональное воспитание детей и ОЗЕТ (К X Международной детской неделе). М.: Центральное правление ОЗЕТ — Всесоюзное общество по земельному устройству трудящихся евреев в СССР, 1930. — 30 с.
- Хаусорн (Г. Айзман, создатель американской пионерии, рассказал о своей жизни и борьбе против капиталистической системы). М.: Молодая гвардия гвардия, 1932. — 142 с.
- Красные галстуки в стране доллара (Пионер-движение в Америке). 1-е и 2-е изд. М.: Издательство ЦК Мопр СССР, 1932 (типография издательства «Дер эмес»). — 40 с.
- כאַוסאָרן (Хаусорн). Киев: Государственное издательство национальных меньшинств УССР, 1934. — 120 с.
- Harry Eisman. An American boy in the Soviet Union. New York: Youth Publishers, 1934. — 63 pp.
- Красные галстуки в стране доллара. М.: Молодая гвардия, 1966. — 126 с.
- Красные галстуки в стране доллара. М.: Молодая гвардия, 1972. — 110 с.
- Песня серебряных горнов (коллективный сборник артековцев 1930-х годов). М., 1975.

## Награды
- орден Красной Звезды (18.5.1945)
- медаль «За боевые заслуги» (23.6.1944; был представлен к ордену Красной Звезды)